# Valle de Pisco
El Valle de Pisco (del quechua: pisqu ‘ave’) es una cuenca hidrográfica del río Pisco, ubicada en la Provincia de Pisco, Departamento de Ica, Perú, que corresponde a la zona baja del río Pisco, hasta su desembocadura en el Océano Pacífico. En la parte baja de este valle el drenaje es muy reducido a consecuencia de una falla geológica, que se encuentra a unos 2 a 6 km de la costa.
En este valle existen cultivos de algodón (tipo Tangüis), caña de azúcar, las palmas datileras y vid; como derivado de la última destaca la producción de pisco.